# Route nationale 86 (Estonie)
Pour les articles homonymes, voir Route nationale 86.
La route nationale 86 (Tugimaantee 86) est une route nationale estonienne reliant Laheküla à Panga. Elle mesure 36,8 km.

## Tracé
- Comté de Saare
  - Laheküla
  - Unimäe
  - Pähkla
  - Saia
  - Aste (Saare)
  - Laoküla (Lääne-Saare)
  - Vantri
  - Aste küla
  - Hakjala
  - Tõru
  - Kõruse-Metsaküla
  - Järise (en)
  - Võhma (en)
  - Panga